# Teteles de Ávila Castillo
Teteles de Ávila Castillo es una localidad del estado mexicano de Puebla. Es cabecera del municipio de Teteles de Ávila Castillo.

## Demografía
| Censo | Población |
| ----- | --------- |
| 1900  | 795       |
| 1910  | 603       |
| 1921  | 662       |
| 1930  | 540       |
| 1940  | 652       |
| 1950  | 409       |
| 1960  | 646       |
| 1970  | 1399      |
| 1980  | 2361      |
| 1990  | 3258      |
| 1995  | 3564      |
| 2000  | 4366      |
| 2005  | 4298      |
| 2010  | 4471      |
| 2020  | 5156      |